# Castel Traunegg
Castel Traunegg (in tedesco Schloss Traunegg) si trova nel comune austriaco di Thalheim bei Wels nel Distretto di Wels-Land appartenente al Land dell'Alta Austria. La sua storia inizia nel XIII secolo.

## Storia

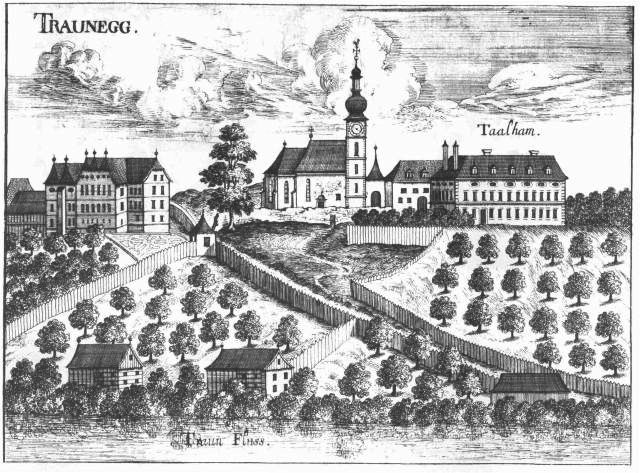
Castel Traunegg in un'incisione del 1674, opera di Georg Matthäus Vischer

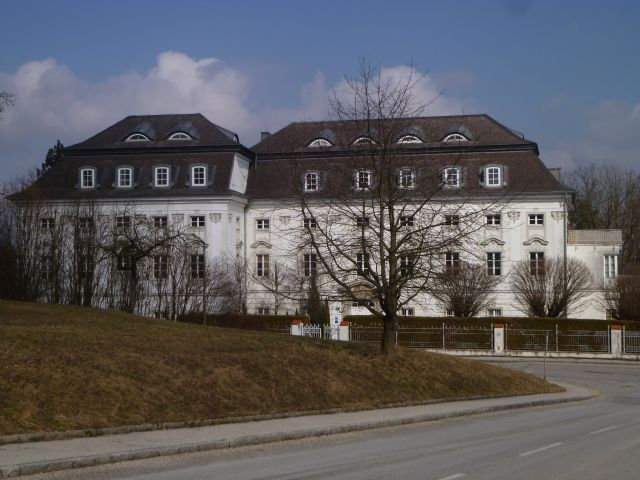
Castel Traunegg

Castel Traunegg nacque come molte strutture simili nel territorio da una tenuta agricola menzionata su documenti già nel 1283 e che all'epoca apparteneva alla famiglia Polheimer. Nel 1477 fu un feudo imperiale e l'allora proprietario risultò essere il commerciante di Wels Augustin Erdinger che fu condannato a morte e giustiziato per aver falsificato documenti allo scopo di ottenere con la frode un'eredità. Alla fine del XVI secolo il Freiherr Bernhard von Jörger, balivo di Wels, acquistò il maso e lo fece ampliare dandogli forma di castello. Nel 1577 l'imperatore Rodolfo II d'Asburgo ne fece una propria residenza nobiliare con i relativi diritti e in quel periodo entrò nell'uso comune anche il nome di Traunegg mentre precedentemente la tenuta era conosciuta come Erdingerhof. Nel 1587 Bernhard Jörger vendette la proprietà al cittadino di Wels Ludwig Althamer poi, nel 1643, Matthias Castner von Siegmundslust acquistò il castello e gli diede l'aspetto barocco che ci è pervenuto. Nel XVIII secolo il castello risultò proprietà dei balivi di Wels, in particolare di Andreas Edler von Renckh che lo fece ampliare ulteriormente. I suoi discendenti lo vendettero a Josef von Scharz nel 1779. Dalla fine del XVIII secolo i proprietari cambiarono più volte finché, nel 1837, divenne signore del castello il Freiherr Philipp von Skrbensky, governatore dell'Alta Austria. Del castello faceva parte anche la torre di guardia ai piedi del Pfarrberg, conosciuta ancora come Binder in der Rondell. Dopo l'incendio del 1844 la torre fu demolita mentre la piccola cappella, prima smantellata, è stata ricostruita nel 1998. Dal 1861 al 1874 la dimora appartenne al conte Wilhelm Spannocchi e poi passò al barone Heinrich von Frankenstein. Nel 1925 la struttura fu acquistata  dal conte tedesco Erwein von und zu Eltz. Sotto la famiglia Eltz, proprietaria del castello fino al 1960, fu arredato con mobili di pregio e dipinti notevoli. Josef Haid, il proprietario successivo, si dimostrò poco interessato agli arredi e li mise in vendita lasciando lentamente cadere in abbandono la struttura sino a quando non la vendette, nel 1988. Nel 1990 il castello è stato esternamente ristrutturato nelle forme originali ma gi interni sono stati adattati ad abitazioni condominiali.

## Descrizione

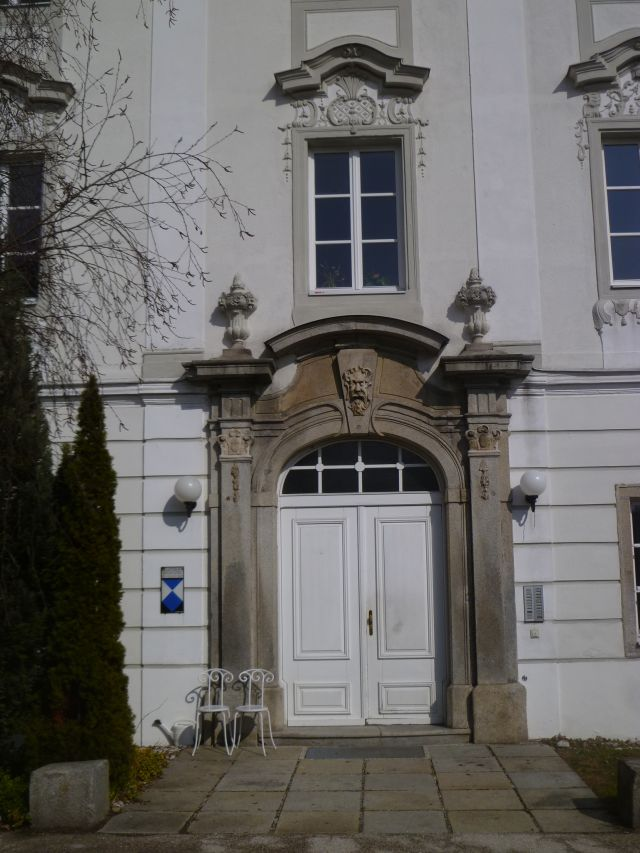
Portale di accesso

Castel Traunegg si trova nell'abitato del comune austriaco di Thalheim bei Wels nel Distretto di Wels-Land, Land dell'Alta Austria.
Il prospetto principale si affaccia su Sipbachzeller Strasse e si presenta di colore bianco brillante, in stile barocco e per tre piani di altezza. La copertura è costituita da un alto tetto a padiglione spezzato. I due piani mansardati sono moderni e altrettanto moderna è un'estensione simile a una veranda sul lato sud. Il nucleo edilizio originale risale alla fine del XVI secolo ma le facciate furono riviste in stile barocco intorno al 1730. Il piano terra è con motivi orizzontali e i due piani superiori sono visivamente uniti da gigantesche lesene con capitelli di fantasia. Il portale principale è riccamente decorato come tutte le finestre. La pietra a cuneo dell'arco a tutto sesto ha forma di maschera. Il portale è fiancheggiato da esili pilastri quadrati su cui poggiano vasi decorativi. Al primo piano è conservato un interessante soffitto in stucco del 1730 circa mentre nel parco posteriore si conservano statue del XVIII secolo.

### Bene architettonico tutelato
Castel Traunegg è stato posto sotto tutela dei monumenti da parte della Repubblica austriaca col numero 41106.